# Oekraïne op het Eurovisiesongfestival 2016

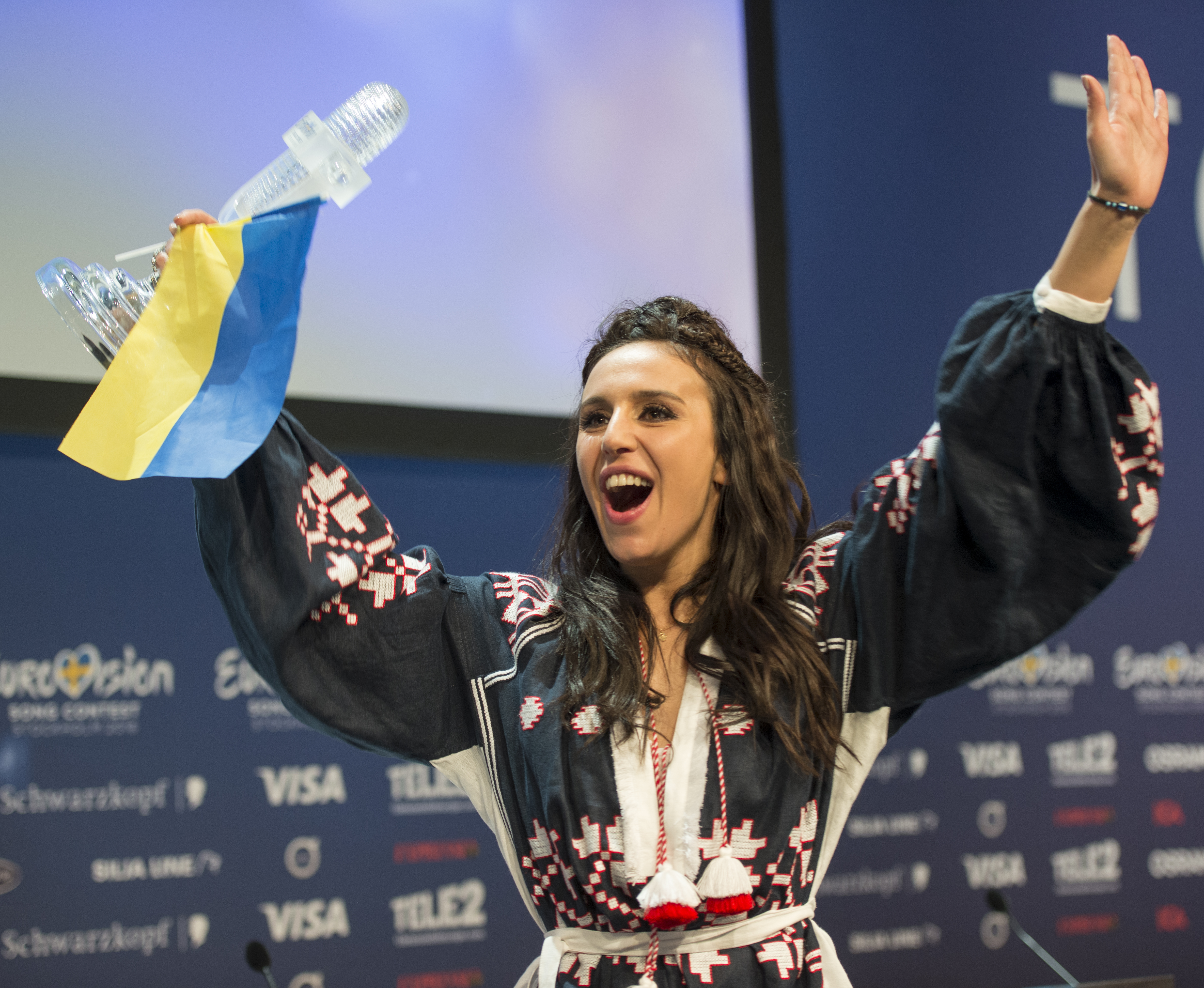
Jamala tijdens de winnaarspersconferentie.

Oekraïne nam deel aan het Eurovisiesongfestival 2016 in Stockholm, Zweden, en werd daar de winnaar. Het was de 13de deelname van het land aan het Eurovisiesongfestival. NTU was verantwoordelijk voor de Oekraïense bijdrage voor de editie van 2016.

## Selectieprocedure
Na in 2015 een jaar thuis te zijn gebleven vanwege financiële moeilijkheden en de oorlog in het oosten van het land, maakte de Oekraïense openbare omroep op 16 september 2015 bekend te zullen terugkeren op het Eurovisiesongfestival.
Geïnteresseerden kregen van 19 november 2015 tot en met 20 januari 2016 de tijd om hun kandidatuur online over te maken aan NTU. Parallel met deze procedure konden artiesten ook live auditie doen op vooraf vastgelegde momenten: op 5 en 6 december (Charkov en Zaporizja), op 12 en 13 december (Lviv en Odessa) en op 19 en 20 december (Dnjepropetrovsk en Kiev). Op 26 januari 2016 werden de namen van de achttien acts vrijgegeven.
Vidbir, de Oekraïense preselectie, verliep over drie shows. Er werden eerst twee halve finales georganiseerd, waarin telkens negen artiesten het tegen elkaar opnamen. Een vakjury, bestaande uit Konstantin Meladze, Andrej Michajlovitsj en Ruslana, en de televoters stonden elk in voor de helft van de punten. Bij een gelijkstand werd de voorkeur gegeven aan de artiest die beter scoorde bij het grote publiek. Van de negen acts gingen er telkens drie door naar de finale, waarin volgens dezelfde formule gewerkt werd.
De shows werden gepresenteerd door Dmitro Tankovitsj en Oleksandr Pedan. Uiteindelijk haalden Jamala en The Hardkiss allebei 11 punten, maar aangezien Jamala de favoriet van de televoters was, mag zij Oekraïne vertegenwoordigen op het Eurovisiesongfestival 2016.

## Vidbir 2016

### Eerste halve finale
6 februari 2016
| Plaats | Artiest                 | Lied          | Jury | Publiek | Totaal |
| ------ | ----------------------- | ------------- | ---- | ------- | ------ |
| 1      | Jamala                  | 1944          | 9    | 9       | 18     |
| 2      | The Hardkiss            | Helpless      | 7    | 8       | 15     |
| 3      | Brunettes Shoot Blondes | Every Monday  | 8    | 5       | 13     |
| 4      | Svetlana Tarabarova     | Never again   | 6    | 6       | 12     |
| 5      | Aida Nikolaitsjoek      | Inner power   | 2    | 7       | 9      |
| 6      | Vladislav Koerasov      | I'm insane    | 3    | 4       | 7      |
| 7      | Anastasija Prychodko    | I am free now | 4    | 3       | 7      |
| 8      | Tonia Matvjenko         | Tin whistle   | 5    | 2       | 7      |
| 9      | Lavika                  | Hold me       | 1    | 1       | 2      |

### Tweede halve finale
13 februari 2016
| Plaats | Artiest          | Lied          | Jury | Publiek | Totaal |
| ------ | ---------------- | ------------- | ---- | ------- | ------ |
| 1      | SunSay           | Love manifest | 9    | 9       | 18     |
| 2      | NuAngels         | Higher        | 7    | 8       | 15     |
| 3      | Pur:Pur          | We do change  | 8    | 7       | 15     |
| 4      | Arkadiy Vojtjoek | Vse v tobi    | 4    | 6       | 10     |
| 5      | Pringlez         | Easy to love  | 5    | 5       | 10     |
| 6      | Alloise          | Crown         | 6    | 2       | 8      |
| 7      | Viktoria Petryk  | Overload      | 2    | 4       | 6      |
| 8      | Peaks of Kings   | Last hope     | 3    | 3       | 6      |
| 9      | Japanda          | Anime         | 1    | 1       | 2      |

### Finale
21 februari 2016
| Plaats | Artiest                 | Lied          | Jury | Publiek | Totaal |
| ------ | ----------------------- | ------------- | ---- | ------- | ------ |
| 1      | Jamala                  | 1944          | 5    | 6       | 11     |
| 2      | The Hardkiss            | Helpless      | 6    | 5       | 11     |
| 3      | SunSay                  | Love manifest | 4    | 4       | 8      |
| 4      | Pur:Pur                 | We do change  | 2    | 3       | 5      |
| 5      | NuAngels                | Higher        | 3    | 2       | 5      |
| 6      | Brunettes Shoot Blondes | Every Monday  | 1    | 1       | 2      |

## In Stockholm
Oekraïne trad in Stockholm in de tweede halve finale op donderdag 12 mei 2016 aan. Jamala trad als veertiende van achttien acts op, net na Lighthouse X uit Denemarken en gevolgd door Agnete uit Noorwegen. Oekraïne wist zich te plaatsen voor de finale op zaterdag 14 mei.
In de finale trad Oekraïne als eenentwintigste van de 26 acts aantreden. Jamala haalde er de tweede zege voor het land op het Eurovisiesongfestival binnen. Oekraïne scoorde 534 punten bijeen, en wist zowel bij de televoting (323 punten) als bij de juryranking (211 punten) tweede te eindigen. 